# Bebé artista cinematografico
Bebé artista cinematografico (Bébé joue au cinéma) è un cortometraggio muto del 1911 diretto da Louis Feuillade.

## Produzione
Il film fu prodotto dalla Société des Etablissements L. Gaumont

## Distribuzione
Distribuito dalla Société des Etablissements L. Gaumont, il cortometraggio - della durata di circa dodici minuti - uscì nelle sale cinematografiche francesi nel 1911.